# Chiesa di San Giulio (Roveredo)
La chiesa parrocchiale di San Giulio è un edificio religioso che si trova a Roveredo, nel cantone dei Grigioni.

## Storia
L'edificio è stato sottoposto nel corso dei secoli a diversi rimaneggiamenti. La prima citazione su documenti storici è del 1219, mentre la costruzione del coro risale agli inizi del XIV secolo, quella del campanile è del 1430 e quella delle cappelle laterali è del XVI secolo.
Nel 1643 la navata venne prolungata oltre la sua originaria estensione.